# APL (язык программирования)
APL (назван по книге A Programming Language) — язык программирования, оптимизированный для работы с массивами, предшественник современных научных вычислительных сред, таких как MATLAB, использует функциональную парадигму программирования.

Клавиатура APL со специальными символами

В своей области применения (физика, математическое моделирование, обработка данных) APL — мощный язык, обладающий кратким и выразительным синтаксисом. Например:
| N ← 4 5 6 7 | Присвоить массиву N значения 4 5 6 7.                                                                    |
| N+4         | Увеличить значения массива N на 4, и напечатать его. Результат для предыдущего массива будет: 8 9 10 11. |
| +/N         | Напечатать сумму элементов массива N, то есть 22.                                                        |

Большое количество специальных символов в синтаксисе APL, функциональный стиль и краткие нотации (большинство операций обозначается 1—2 символами специального алфавита) делает программы на APL крайне непонятными для непосвящённых. При этом некоторые знаки — ключевые слова языка вышли за пределы собственно APL и употребляются в научных текстах по математике и информатике (см. Символы Айверсона, скобка Айверсона).

## История
Язык APL был разработан Кеном Айверсоном, преподававшим тогда в Гарвардском университете, в качестве системы обозначений для описания вычислений. В 1957 вышла его книга «A Program Language», в которой эта нотация была описана. В 1960 году Айверсон продолжал работу над APL в IBM. Здесь этот язык использовался для описания машинной архитектуры.
Первой попыткой реализации APL был написанный для IBM 7090 на Фортране в 1965 году интерпретатор IVSYS. Однако, в нём ещё не использовался набор APL-символов, они заменялись ключевыми словами на английском языке. Годом позже этот интерпретатор был портирован на IBM/360. В том же 1966 году APL впервые реализован с использованием специализированного терминала на базе IBM 1050 и печатающего устройства с соответствующей сменной печатной головкой. В 1967 году IBM выпускает на рынок реализацию APL для IBM 1130, известную как APL\1130.. Вследствие краткости выражений на APL у этого языка появились немногочисленные, но преданные сторонники, которые гордились тем, что легко разрабатывали сложные программы.
APL был микропрограммно реализован для портативного компьютера IBM 5100, выпускавшегося в 1973—1982 годах, который иногда называют «первым персональным компьютером». На работу с APL был ориентирован и один из первых ноутбуков — выпущенный в 1985 году Ampere WS-1.
В ВЦ АН СССР в начале 80-х годов было разработано оригинальное программное обеспечение для работы с APL на мини-ЭВМ серии СМ-4, СМ-1420 и микро-ЭВМ Электроника-60, ДВК, Электроника-85. Разработчик — А. В. Кондрашев. В состав комплекса входили: программный интерпретатор языка APL; микросхемы знакогенератора для поддержки APL-символов на наиболее популярных алфавитно-цифровых мониторах; версия интерпретатора на плате ППЗУ для Электроники-60 и ДВК. Поддерживалась работа с графическими мониторами и графопостроителями, а также использование дисков и принтеров центральной мини-ЭВМ. Наряду с традиционным использованием APL-систем в системах анализа данных, в СССР также разрабатывались программно-аппаратные комплексы для использования в промышленности и атомной энергетике.
В настоящее время язык APL поддерживается практически на всех аппаратных платформах от рабочих станций до наладонных компьютеров. По языку ежегодно проводятся конференции в рамках Association for Computer Machinery (ACM). Дальнейшим развитием APL являются языки J и K.

## Реализации APL

### Открытые
- GNU APL
- Проект OpenAPL на сайте SourceForge.net
- NARS2000 — современная OpenSource-реализация APL для Windows

### Коммерческие
- IBM APL2
- Dyalog APL
- APL2000
- APLNext: APL for .Net
- MicroAPL Ltd.

## Примеры

#### Hello, world
```
'Hello, world'

```

#### Поиск простых чисел от 1 до R
```
(
~
R
∊
R
∘.
×
R
)
/
R
←
1
↓⍳
R

```

#### Сортировка
```
X
[
⍋
X
+
.
≠
' '
;]

```

#### Игра «Жизнь»
```
life
 
←
 
{
⊃
1
 
⍵
 
∨
.
∧
 
3
 
4
 
=
 
+
/
 
+
⌿
 
¯1
 
0
 
1
 
∘.
⊖
 
¯1
 
0
 
1
 
⌽
¨
 
⊂
⍵
}

```

#### Удаление тегов HTML
```
      
txt
←
'<html><body><p>This is <em>emphasized</em> text.</p></body></html>'

      
{
⍵
 
/⍨
 
~
{
⍵
∨≠
\
⍵
}
⍵
∊
'<>'
}
 
txt

This
 
is
 
emphasized
 
text
.

```